# Zhong Xu
Zhong Xu, que l'on trouve aussi écrit Xu Zhong ( 許忠 / 许忠 ; pinyin Xǔ Zhōng) est un pianiste soliste de renommée internationale et chef d'orchestre chinois, capable de jouer au piano et diriger en même temps.

## Biographie
Zhong Xu est le fils adoptif de Chow Ching Lie, qui raconte sa propre histoire dans le roman, objet d'un film homonyme, Le Palanquin des larmes.
Depuis 1988, Zhong Xu a remporté de nombreux concours internationaux parmi les plus prestigieux : le premier Concours international de piano Hamamatsu, le Concours international de piano Santander Paloma O’Shea, le 5e Concours international de piano de Tokyo et le 10e Concours international Tchaïkovski à Moscou (quatrième prix).
Tous ces prix ont permis à Zhong Xu de connaître une renommée mondiale et de développer sa carrière de concertiste tant en Europe qu’en Amérique du Nord, du Sud, et en Asie du Sud-Est. Lors de la Folle Journée du Japon qui s’est tenue en mai 2006, il a été très remarqué des journalistes qui en ont fait l’un des grands pianistes du moment, révélé à la scène internationale. Il représente l’avenir de l’Asie. Il a travaillé avec l’Orchestre de Paris, l’Orchestre national de France, l'Orchestre philharmonique de Moscou, l'Orchestre royal du Concertgebouw d’Amsterdam, l’Orchestre Symphonique de la MDR, l’Orchestre Symphonique de Vancouver, l'Orchestre symphonique de Houston, l’Orchestre symphonique de Tokyo, le China Philharmonic Orchestra, le Japan Philharmonic Orchestra, l’Orchestre de chambre de Vienne, l’Orchestre de Chambre de Hollande, l’Orchestre de chambre d’Israël, l'Orchestre régional de Cannes-Provence-Alpes-Côte d'Azur, entre autres.
Ses tournées en France rencontrent beaucoup de succès. 
Ayant assimilé l’inspiration spirituelle de l’écriture de Mozart, Beethoven, Chopin, Liszt, Debussy et Scriabine, il interprète le langage musical de l’Allemagne, de l’Autriche et de l’Europe dans un mélange des cultures orientale et occidentale combiné avec sensibilité et intelligence, lui donnant un style personnel significatif.
Ses nominations en tant que Directeur artistique du premier concours international de piano de Shanghai, du Shanghai Concert Hall et du China Shanghai International Arts Festival démontrent l’importance de son travail.
Zhong Xu a été nommé Vice-Président de l’Oriental Arts Center, la nouvelle scène de Shanghai construite par l’architecte français Paul Andreu et Directeur général de l’Orchestre Philharmonique de Shanghai. Il a également rejoint le comité artistique du Grand Théâtre de Shanghai.
Zhong Xu participe également à des master classes internationales ; en France, notamment à l’École des Beaux-Arts et de Musique de Fontainebleau et à l’Académie Internationale d’Eté de Nice. Il est régulièrement invité en tant que membre du jury de concours internationaux, comme le Concours de Piano Busoni de Bolzano, Italie, le Concours International de Piano Clara Haskil, Suisse, le Concours International de Piano AXA de Dublin, et le Concours International de Pianoforte de Leeds.